# العلاقات النرويجية البوليفية
العلاقات النرويجية البوليفية هي العلاقات الثنائية التي تجمع بين النرويج و‌بوليفيا.

## مقارنة بين البلدين
هذه مقارنة عامة ومرجعية للدولتين:
| وجه المقارنة                                              | النرويج                                                   | بوليفيا                                          |
| --------------------------------------------------------- | --------------------------------------------------------- | ------------------------------------------------ |
| المساحة (كم2)                                             | 385.21 ألف                                                | 1.10 مليون                                       |
| عدد السكان (نسمة)                                         | 5.33 مليون                                                | 11.05 مليون                                      |
| الكثافة السكانية (ن./كم²)                                 | 13.84                                                     | 10.05                                            |
| العاصمة                                                   | أوسلو                                                     | سوكري، لاباز                                     |
| اللغة الرسمية                                             | بوكمول، لغات السامي، نينوشك، اللغة النرويجية              | اللغة الإسبانية، اللغة الأيمرية، كتشوا، غوارانية |
| العملة                                                    | كرونة نروجية                                              | بوليفاريو بوليفي                                 |
| الناتج المحلي الإجمالي (بليون دولار)                      | 398.83 مليار                                              | 37.51 مليار                                      |
| الناتج المحلي الإجمالي (تعادل القوة الشرائية) بليون دولار | 322.23 مليار                                              | 74.58 مليار                                      |
| الناتج المحلي الإجمالي الاسمي للفرد دولار أمريكي          | 74.40 ألف                                                 | 3.08 ألف                                         |
| الناتج المحلي الإجمالي للفرد دولار أمريكي                 | 65.61 ألف                                                 | 6.63 ألف                                         |
| مؤشر التنمية البشرية                                      | 0.944                                                     | 0.662                                            |
| رمز المكالمات الدولي                                      | +47                                                       | +591                                             |
| رمز الإنترنت                                              | .no                                                       | .bo                                              |
| المنطقة الزمنية                                           | ت ع م+01:00، ت ع م+02:00، توقيت وسط أوروبا، أوروبا/أوسلو ‏ | 00                                               |

## منظمات دولية مشتركة
يشترك البلدان في عضوية مجموعة من المنظمات الدولية، منها:
| علم المنظمة | اسم المنظمة                        | تاريخ انضمام النرويج | تاريخ انضمام بوليفيا |
| ----------- | ---------------------------------- | -------------------- | -------------------- |
|             | الاتحاد البريدي العالمي            | ?                    | ?                    |
|             | مؤسسة التنمية الدولية              | 24 سبتمبر 1960       | 21 يونيو 1961        |
|             | منظمة حظر الأسلحة الكيميائية       | ?                    | ?                    |
|             | منظمة التجارة العالمية             | 1995                 | 12 سبتمبر 1995       |
|             | الأمم المتحدة                      | 27 نوفمبر 1945       | 14 نوفمبر 1945       |
|             | وكالة ضمان الاستثمار متعدد الأطراف | 9 أغسطس 1989         | 3 أكتوبر 1991        |
|             | منظمة الشرطة الجنائية الدولية      | ?                    | ?                    |
|             | مؤسسة التمويل الدولية              | 20 يوليو 1956        | 20 يوليو 1956        |
|             | الاتحاد الدولي للاتصالات           | 1866                 | 1 يونيو 1907         |
|             | البنك الدولي للإنشاء والتعمير      | 27 ديسمبر 1945       | 27 ديسمبر 1945       |
|             | يونسكو                             | 4 نوفمبر 1946        | 13 نوفمبر 1946       |

## وصلات خارجية
- موقع وزارة الخارجية النرويجية
- موقع وزارة الخارجية البوليفية